# El Guayabo de Chapín
El Guayabo de Chapín är en ort i Mexiko.   Den ligger i kommunen Tiquicheo de Nicolás Romero och delstaten Michoacán de Ocampo, i den södra delen av landet, 160 km väster om huvudstaden Mexico City. El Guayabo de Chapín ligger 501 meter över havet och antalet invånare är 219.
Terrängen runt El Guayabo de Chapín är huvudsakligen kuperad, men den allra närmaste omgivningen är platt. El Guayabo de Chapín ligger nere i en dal. Runt El Guayabo de Chapín är det glesbefolkat, med 12 invånare per kvadratkilometer. Närmaste större samhälle är Tuzantla, 19,0 km norr om El Guayabo de Chapín. I omgivningarna runt El Guayabo de Chapín växer huvudsakligen savannskog.